# Sophonia complexa
Sophonia complexa är en insektsart som beskrevs av Chandrasekhara A. Viraktamath och Wesley 1988. Sophonia complexa ingår i släktet Sophonia och familjen dvärgstritar. Inga underarter finns listade i Catalogue of Life.